# Monastyr Zaśnięcia Matki Bożej w Żyrowiczach
Monastyr Zaśnięcia Matki Bożej (biał. Свята-Успенскі манастыр) – prawosławny stauropigialny męski klasztor w Żyrowiczach. Założony w 1493 na miejscu, gdzie w niewyjaśniony sposób miała pojawić się Żyrowicka Ikona Matki Bożej, w latach 1613–1839 należał do unickiego zakonu bazylianów.
Na terenie klasztoru mieści się siedziba Mińskiej Akademii Duchownej i seminarium duchownego.

## Historia

### Klasztor prawosławny
Według tradycji prawosławnej monastyr w Żyrowiczach został ufundowany w celu upamiętnienia objawienia maryjnego, jakie miało miejsce w 1470. Dwaj pastuszkowie zobaczyli wówczas na gruszy, w majątku Aleksandra Sołtana, ikonę Matki Bożej emitującą nadprzyrodzony blask. Sołtan zabrał ikonę do swojego domu, lecz nie potraktował poważnie opowieści o jej pojawieniu się na drzewie. Na drugi dzień okazało się, że wizerunek ponownie pojawił się w pierwotnym miejscu. Sołtan nakazał wówczas wznieść w tym miejscu cerkiew Matki Bożej. Ikona zyskała sławę cudotwórczej, Żyrowicze stały się miejscem pielgrzymek. W 1493 przy cerkwi powstał monastyr, uposażony przez Sołtanów. W 1520 jego zabudowania zostały zniszczone w pożarze. Według tradycji ikona została cudownie uratowana i odnaleziona przez mieszkańców na kamieniu w Żyrowiczach. 
Na miejscu zniszczonej cerkwi wzniesiony został kamienny sobór Zaśnięcia Matki Bożej, następnie wielokrotnie przebudowywany. W XVII w. wzniesiono także cerkiew na miejscu kamienia, gdzie odnaleziono ikonę po pożarze. 

### Klasztor unicki
Po przejściu Sołtanów na katolicyzm rodzina ta zrzekła się prawa ktitorstwa w stosunku do monastyru żyrowickiego. W rezultacie w 1613 klasztor przeszedł z Kościoła prawosławnego we władanie unickiego zakonu bazylianów i przez kolejne dwa stulecia był znaczącym unickim ośrodkiem religijnym. Przejęcie monastyru przez unitów odbiło się szerokim echem w Rzeczypospolitej.
W 1726 papież Benedykt XIII wyraził zgodę na koronację Żyrowickiej Ikony Matki Bożej jako cudownego obrazu. Koronacja nastąpiła w 1730. Ceremonii w klasztorze w Żyrowiczach przewodniczył unicki metropolita kijowski Atanazy Szeptycki. W okresie administrowania klasztorem przez bazylianów został on rozbudowany, m.in. w 1760 wzniesiono nowy sobór Zaśnięcia Matki Bożej, w 1672 cerkiew Objawienia Pańskiego, a w 1700 cerkiew św. Jerzego. W 1810 monastyr został rezydencją greckokatolickich biskupów brzeskich. W 1828 powstało przy nim seminarium duchowne.

### Klasztor prawosławny
Po synodzie połockim w 1839, na mocy którego doszło do likwidacji unii na ziemiach litewskich i białoruskich, monastyr ponownie przeszedł we władanie mnichów prawosławnych. Został również rezydencją prawosławnych biskupów wileńskich i litewskich, zaś działające w nim seminarium kształciło odtąd kandydatów na duchownych prawosławnych. Funkcje te monastyr pełnił przez sześć lat, do 1845, następnie rezydowali w nim wikariusze tejże eparchii. 
W XIX w. monastyr był ważnym ośrodkiem pielgrzymkowym, przyciągającym pątników przede wszystkim na święta Opieki Matki Bożej i Zaśnięcia Matki Bożej. Klasztor prowadził szkołę psalmistów oraz placówkę kształcenia podstawowego. W II połowie XIX w. całość zabudowań monastyrskich została wyremontowana. Zakonnicy prowadzili sierociniec dla chłopców. 
W 1915 mnisi udali się na bieżeństwo, zabierając ze sobą cudowną ikonę Matki Bożej, klasztorne archiwum i część wyposażenia świątyń. Utensylia cerkiewne i ikony zdeponowano w piwnicy soboru Opieki Matki Bożej na Fosie w Moskwie, zaś archiwum w Noworosyjsku. W czasie I wojny światowej w monastyrze stacjonowały wojska niemieckie, które zamieniły część zabudowań na więzienie, zaś ikonostas w cerkwi św. Mikołaja zniszczyły na opał. 

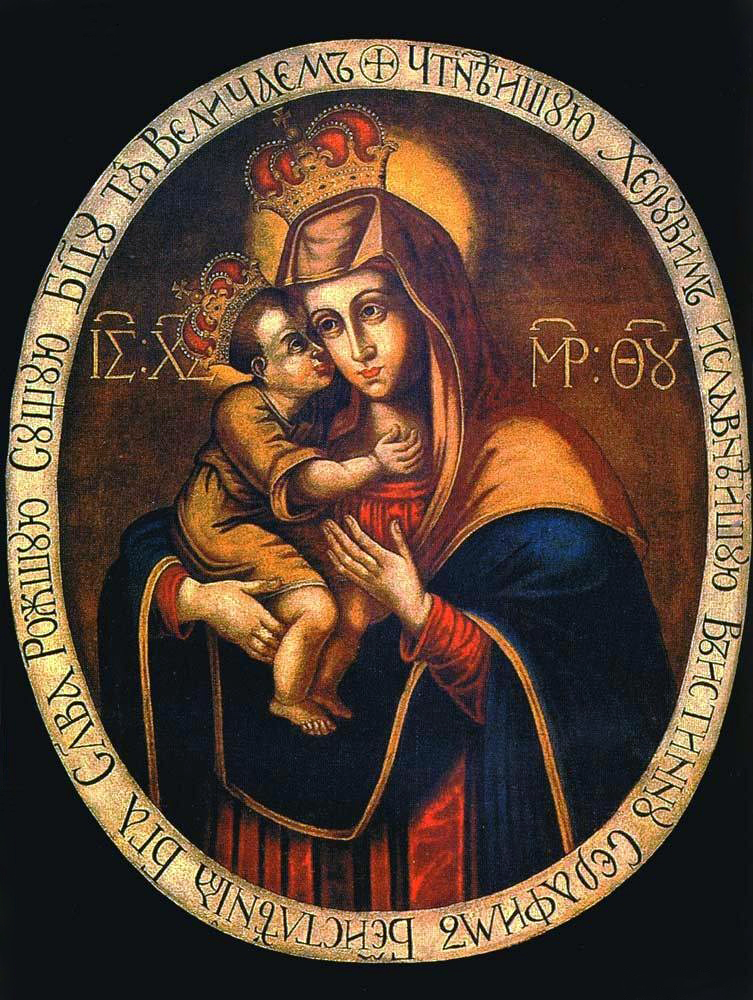
Żyrowicka Ikona Matki Bożej

Po zakończeniu działań wojennych mnisi wrócili do Żyrowicz i ponownie zorganizowali wspólnotę. Na jej czele stanął archimandryta Tichon (Szarapow). W okresie międzywojennym funkcjonowanie klasztoru było utrudnione – Kościół katolicki domagał się przekazania mu majątku monastyru, zaś wojewoda nowogródzki traktował go jako ośrodek antypolskiej agitacji. Przełożony klasztoru faktycznie reprezentował poglądy zdecydowanie antypolskie i z tego powodu został ostatecznie zatrzymany, usunięty we wspólnoty i deportowany do Niemiec. W 1921 większa część majątku klasztornego oraz jego budynków mieszkalnych i gospodarczych została przejęta przez państwo polskie (część otrzymała następnie parafia katolicka oraz szkoła rolniczo-leśna), przez co sytuacja materialna wspólnoty znacząco się pogorszyła. W skład kompleksu klasztornego wchodziły wówczas sobór Zaśnięcia Matki Bożej, cerkwie Objawienia Pańskiego i św. Mikołaja oraz drewniana cerkiew św. Jerzego, jak również trzy budynki mieszkalne i kilka obiektów gospodarczych. W 1934, gdy Ministerstwo Wyznań Religijnych i Oświecenia Publicznego poprosiło wojewodów o listę prawosławnych klasztorów, które ich zdaniem należałoby zlikwidować, wojewoda nowogródzki nie wskazał monastyru w Żyrowiczach, podkreślając, że jest on ubogi, a jego mieszkańcy nie prowadzą antypolskiej działalności. Remonty świątyń, będących w bardzo złym stanie technicznym, dofinansowało starostwo w Słonimiu. W 1937 przełożony klasztoru, archimandryta Benedykt (Bobkowski), zainicjował organizowanie procesji z cudowną ikoną po okolicznych cerkwiach. 
Klasztor w Żyrowiczach, jako jedyny męski monastyr na Białorusi, był czynny także w okresie radzieckim. Współcześnie (XXI w.) jest klasztorem stauropigialnym, podlegającym bezpośrednio egzarsze Białorusi.

## Galeria

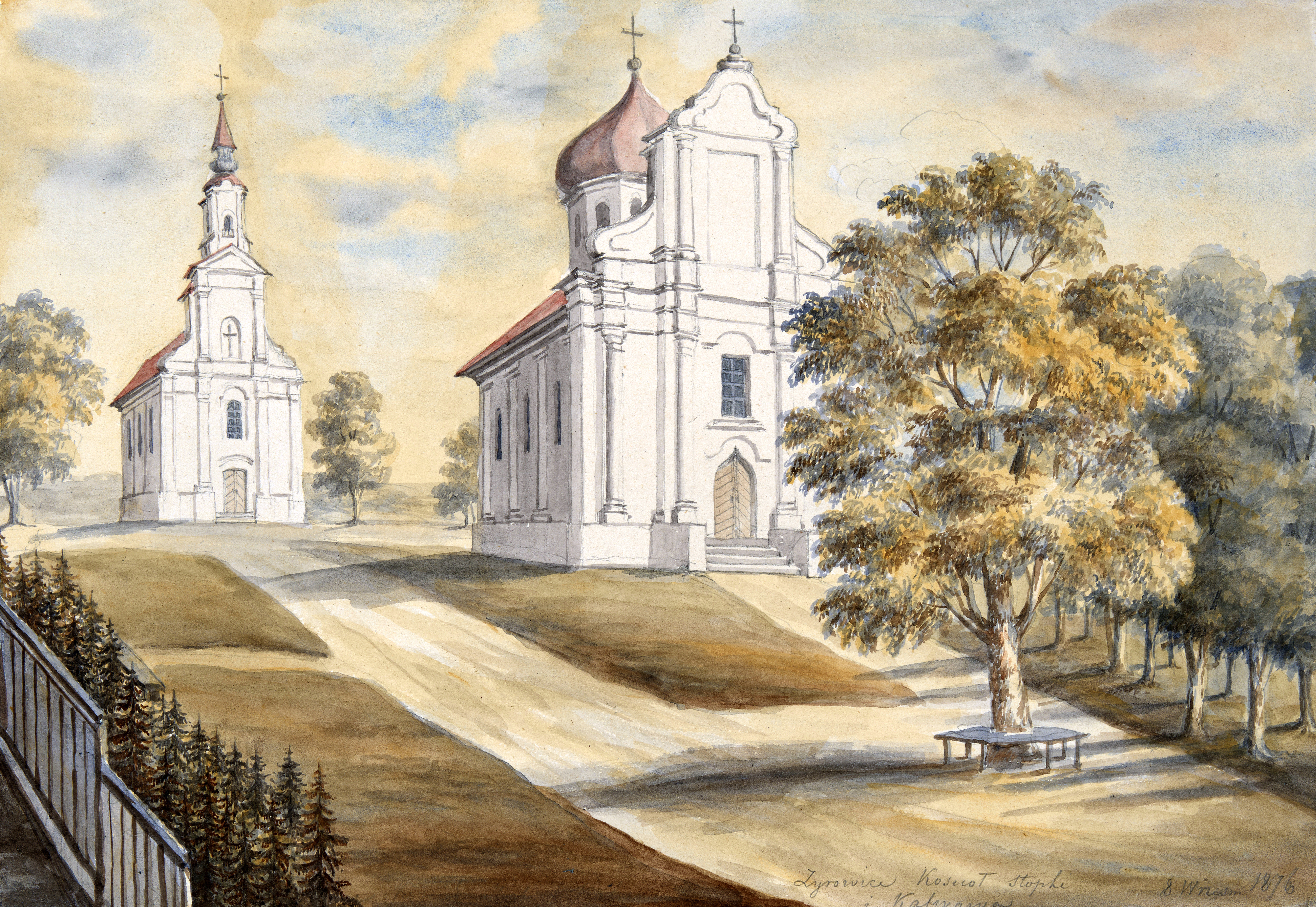
Monastyr na obrazie Napoleona Ordy z 1876 r.
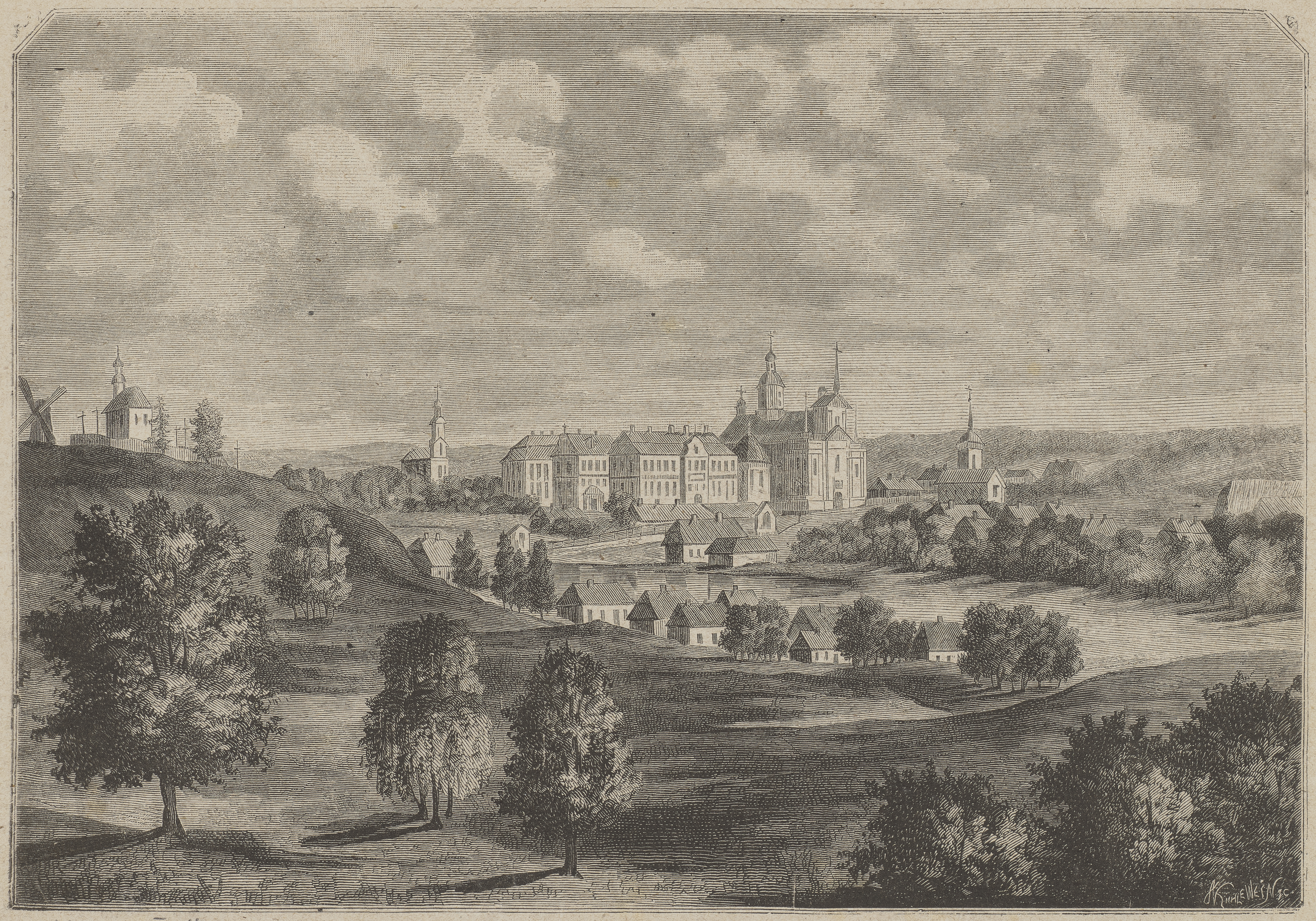
Monastyr w 2. poł. XIX w.
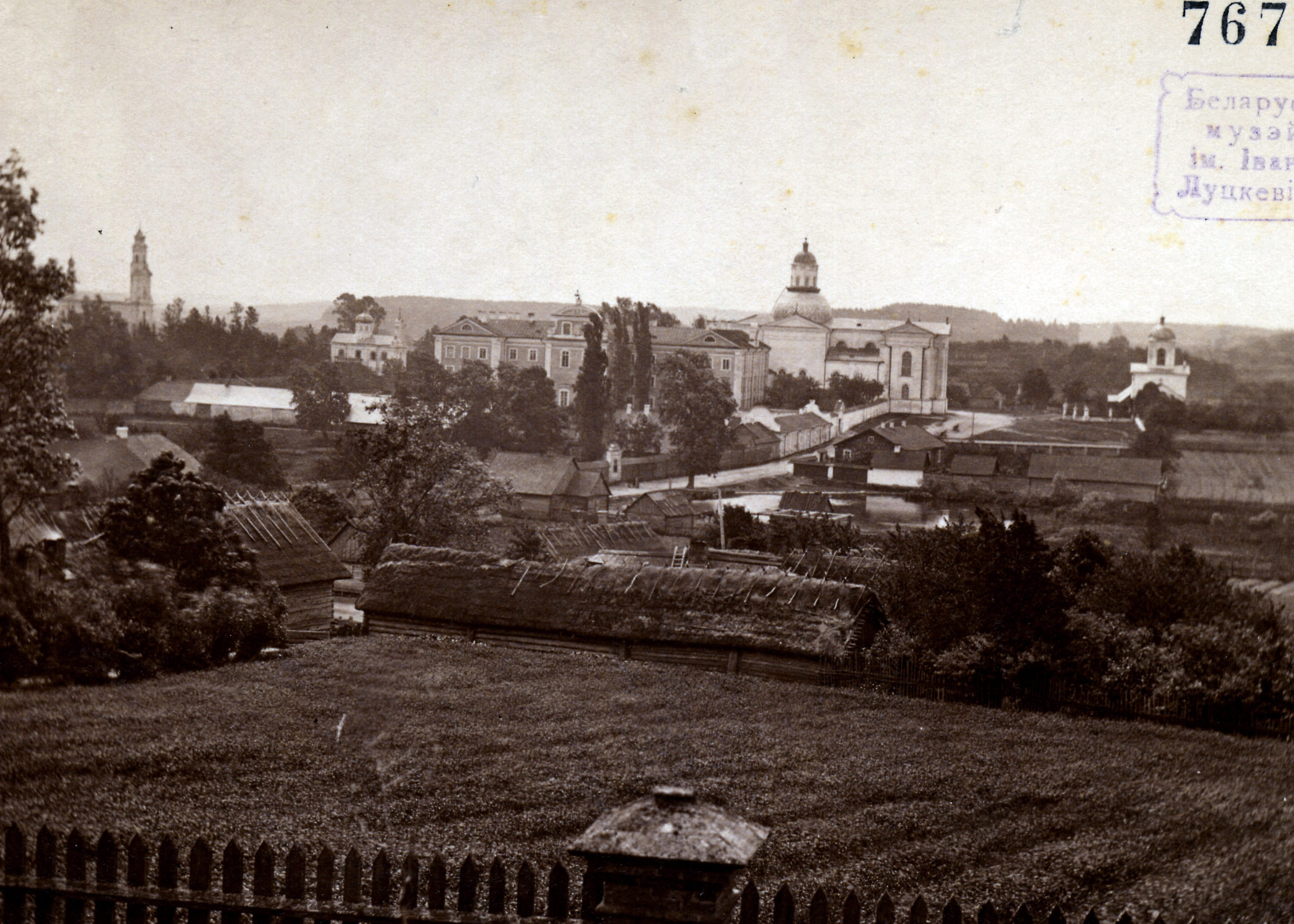
Monastyr w 2. poł. XIX w.
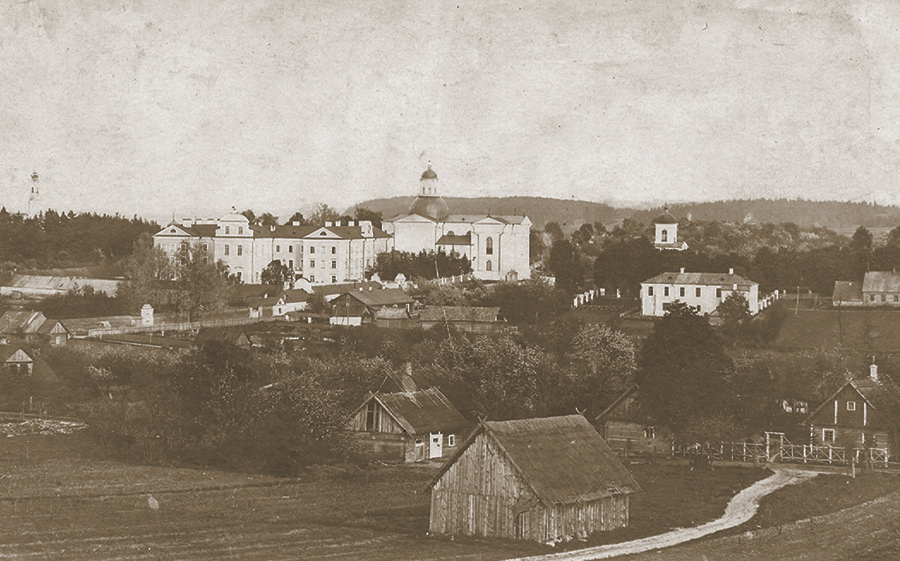
Monastyr przed 1914 r.
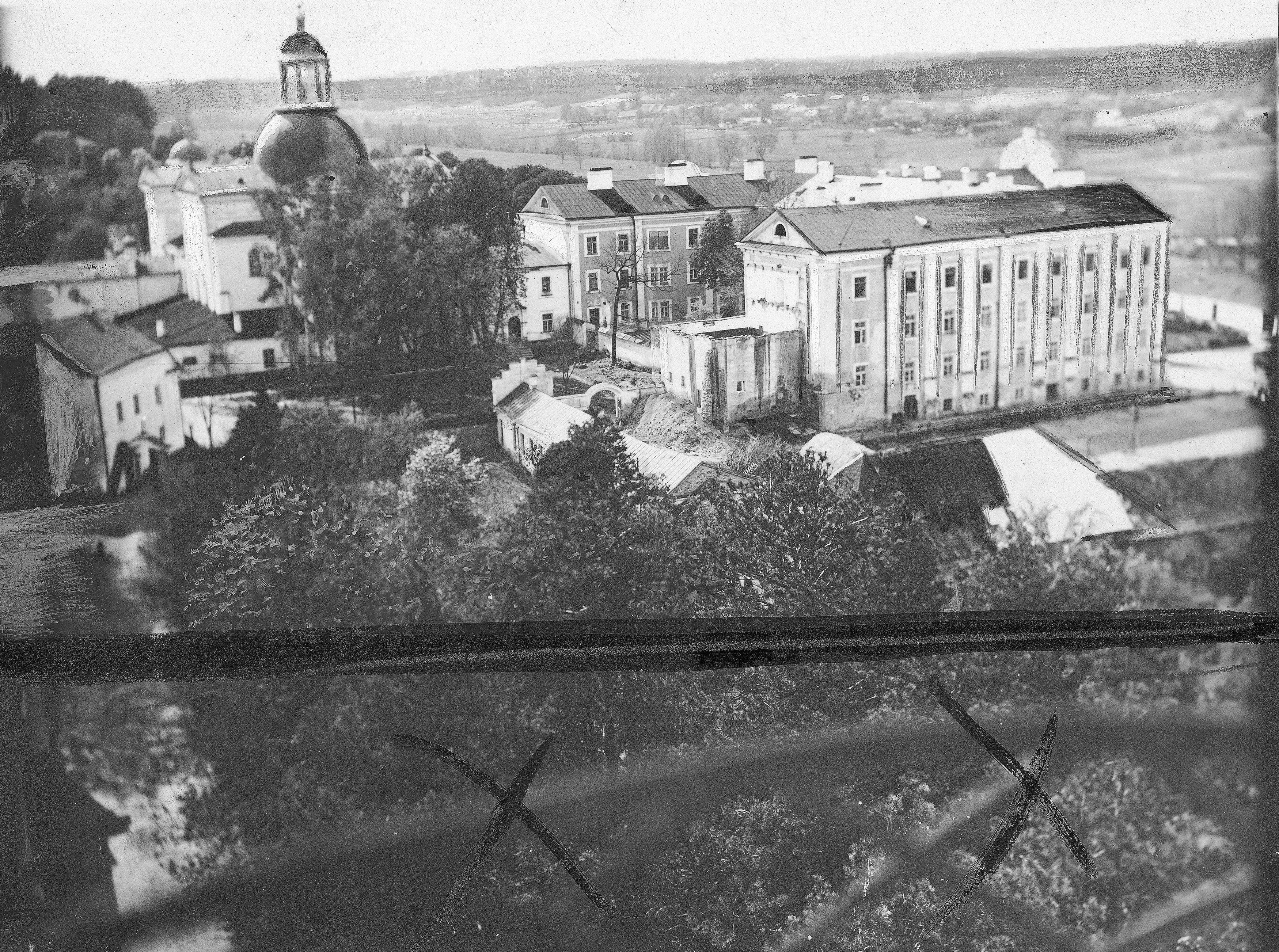
Monastyr przed II wojną światową
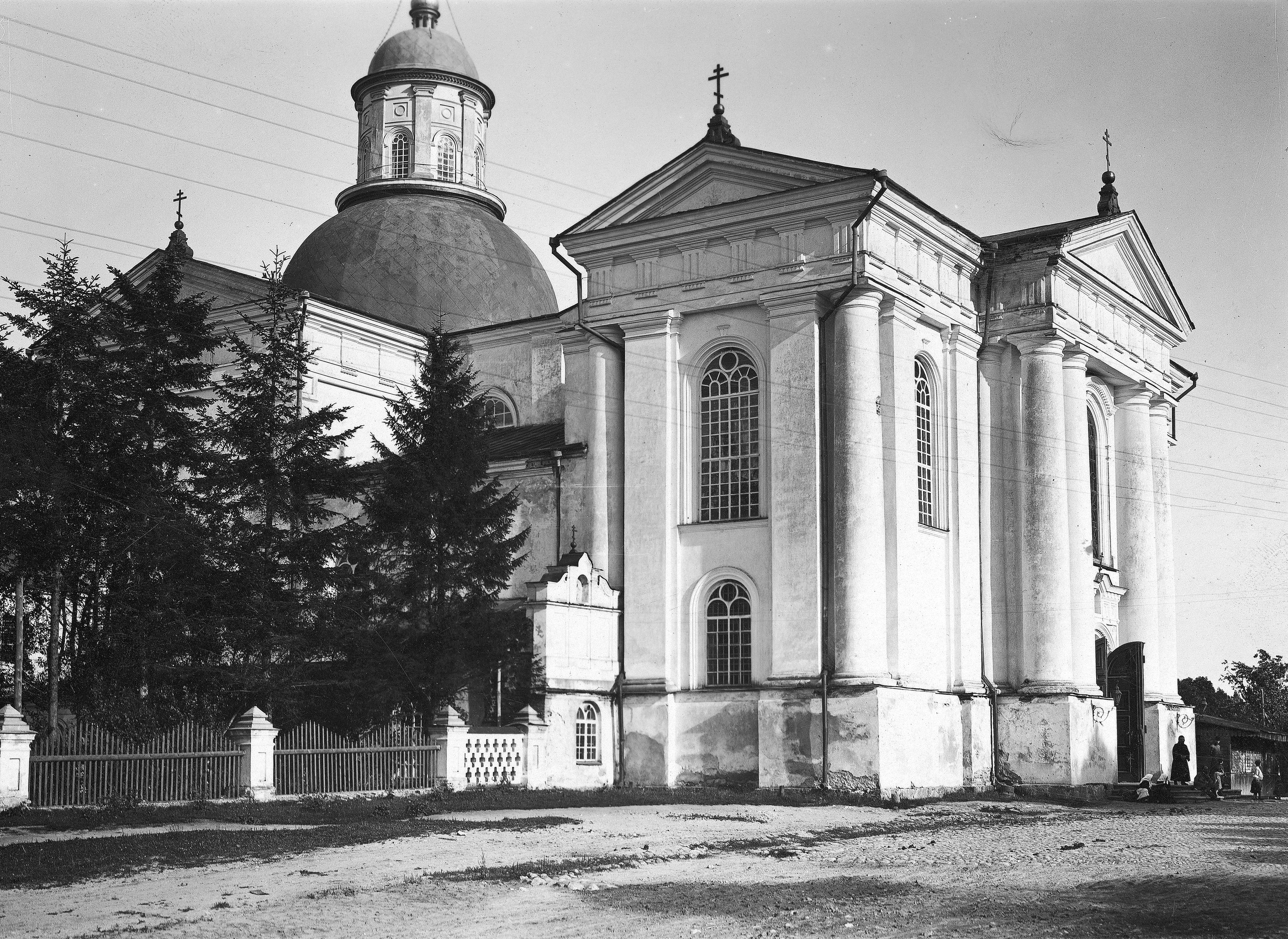
Sobór Zaśnięcia Matki Bożej w latach 30. XX w.
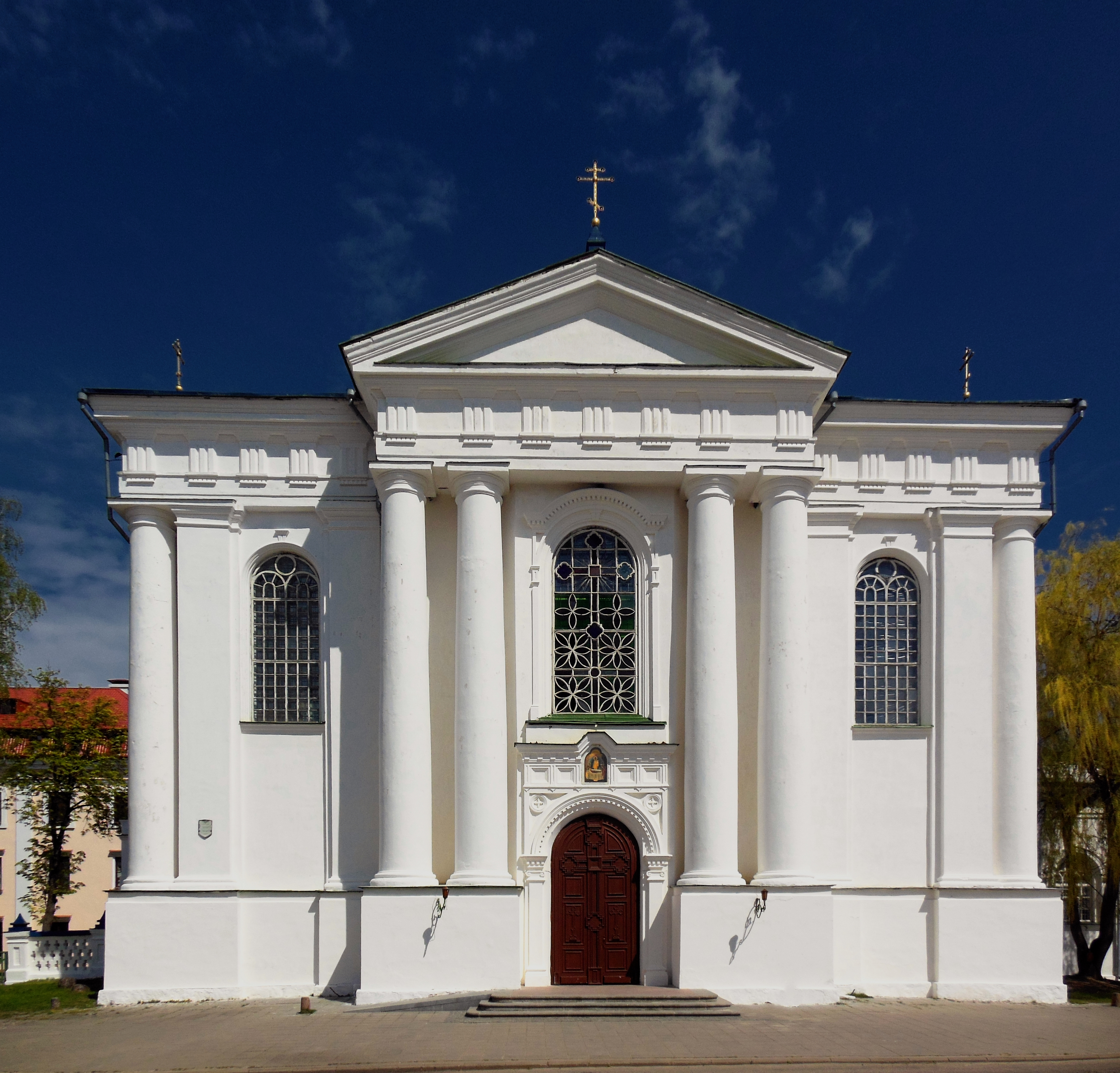
Sobór Zaśnięcia Matki Bożej
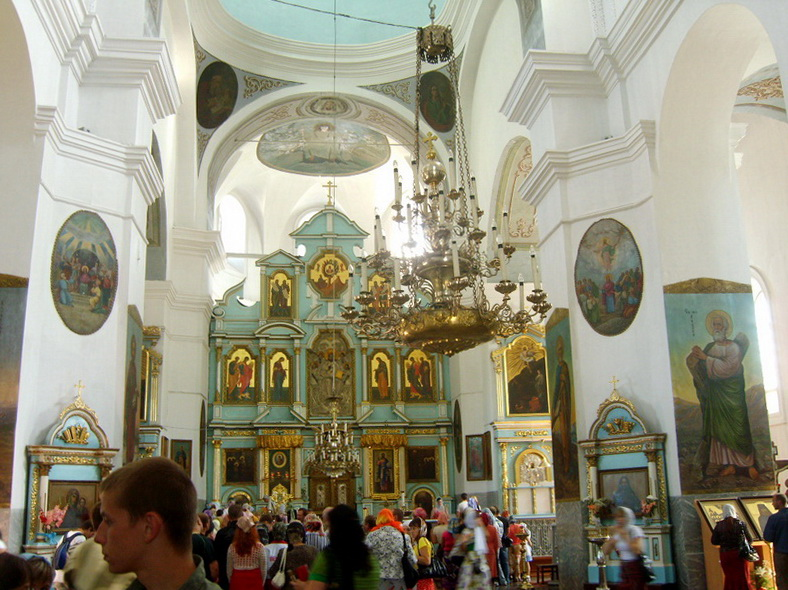
Wnętrze soboru
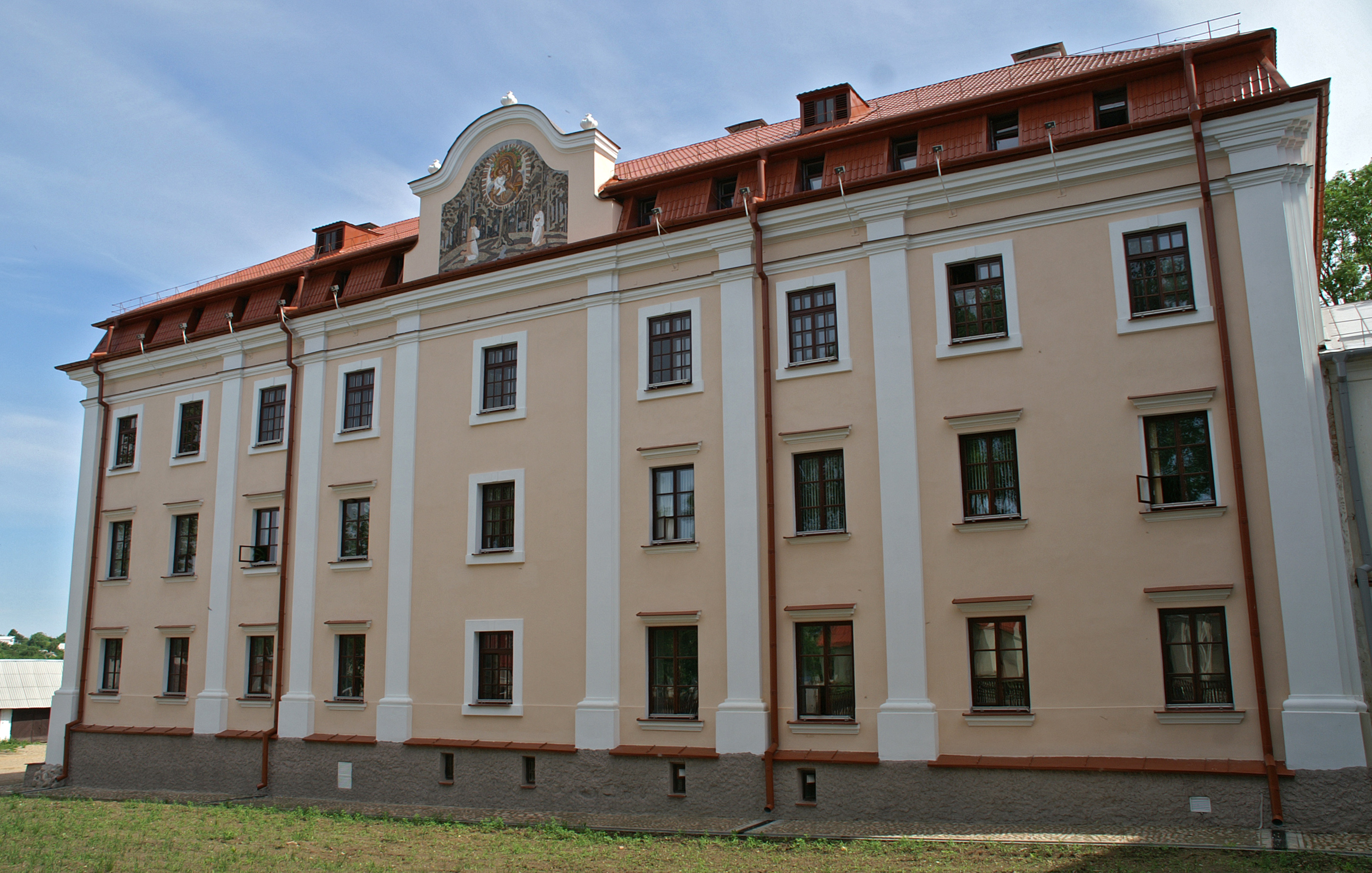
Budynek klasztorny
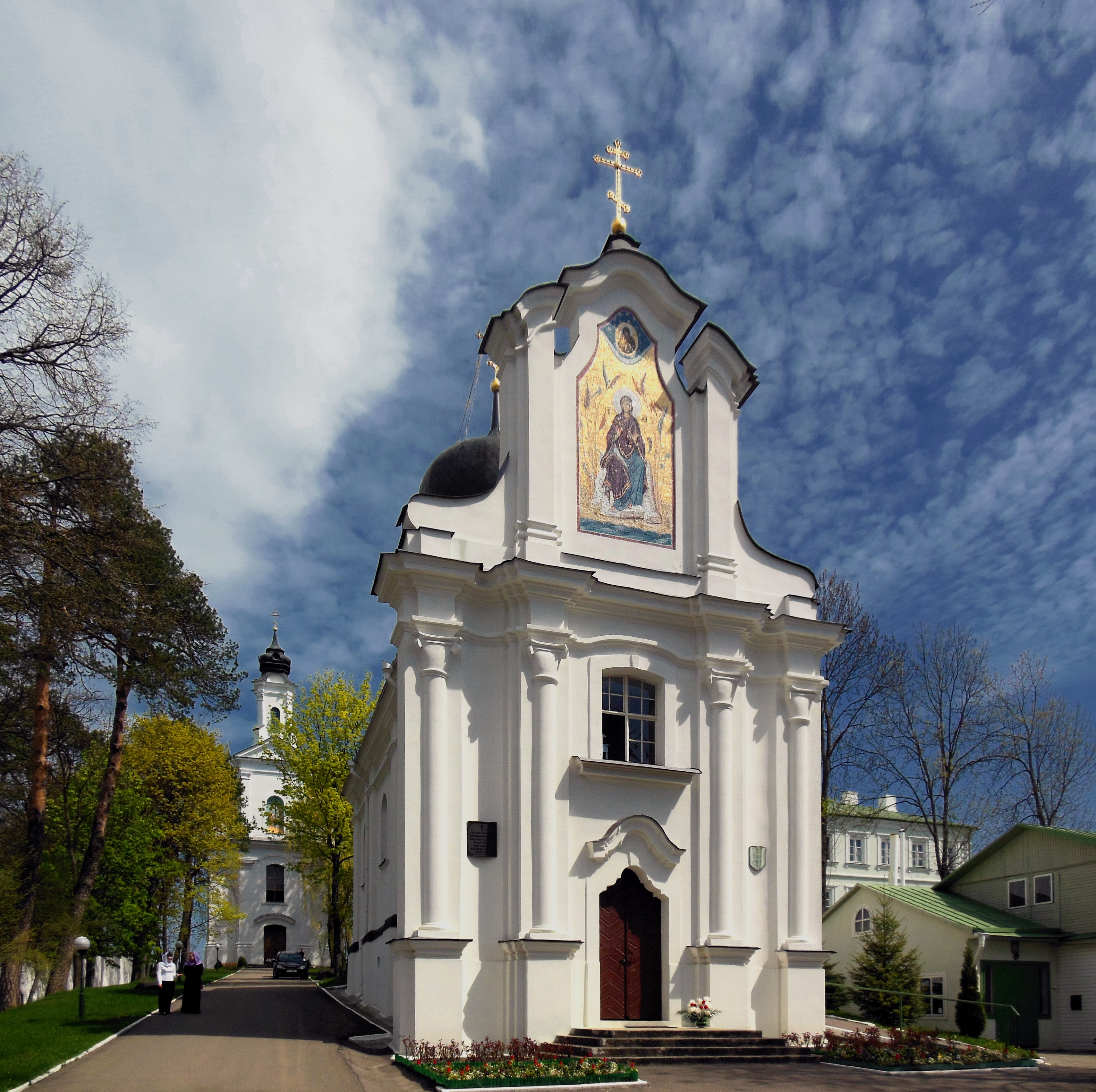
Cerkiew Objawienia Pańskiego
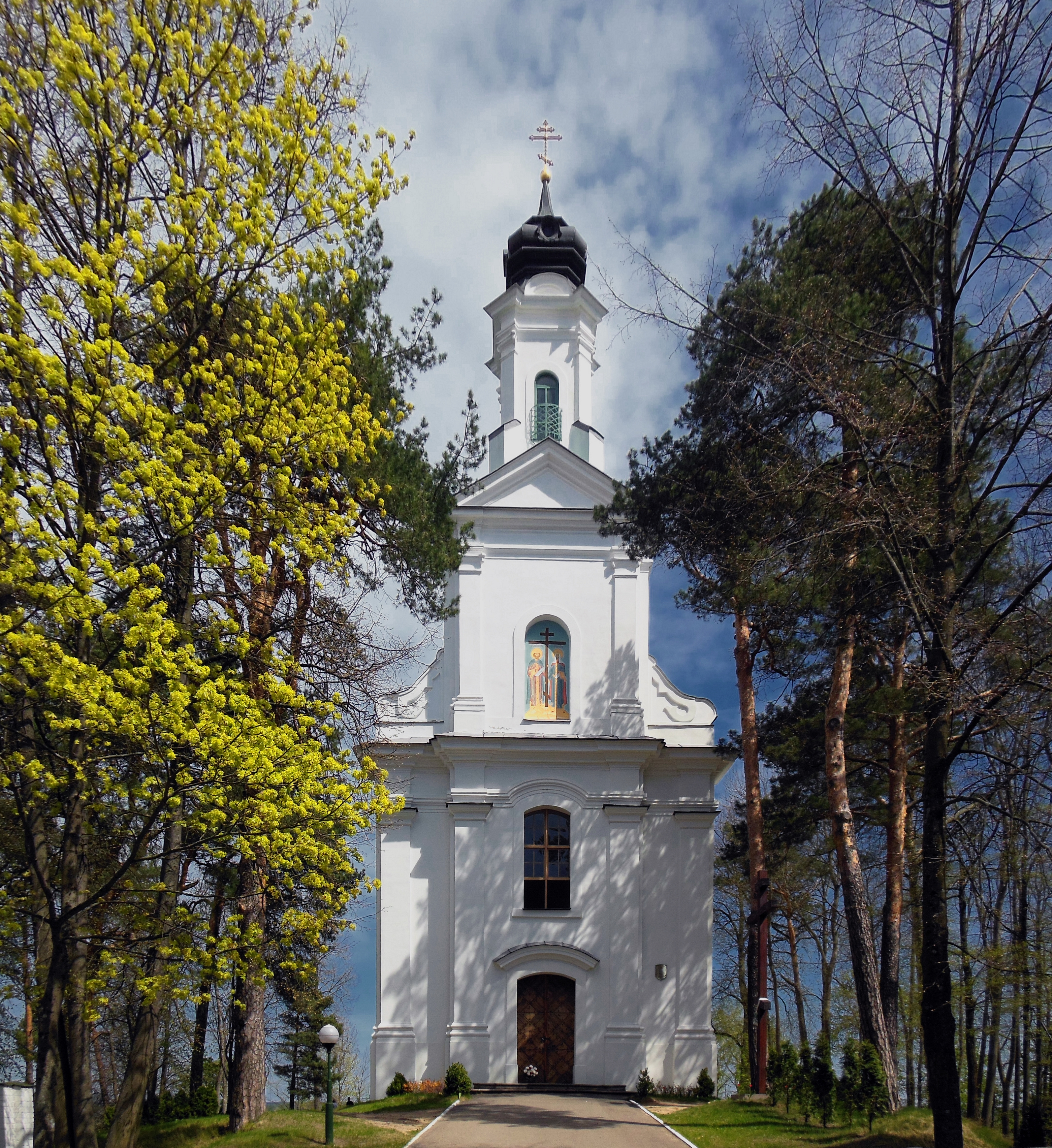
Cerkiew Podwyższenia Krzyża św.
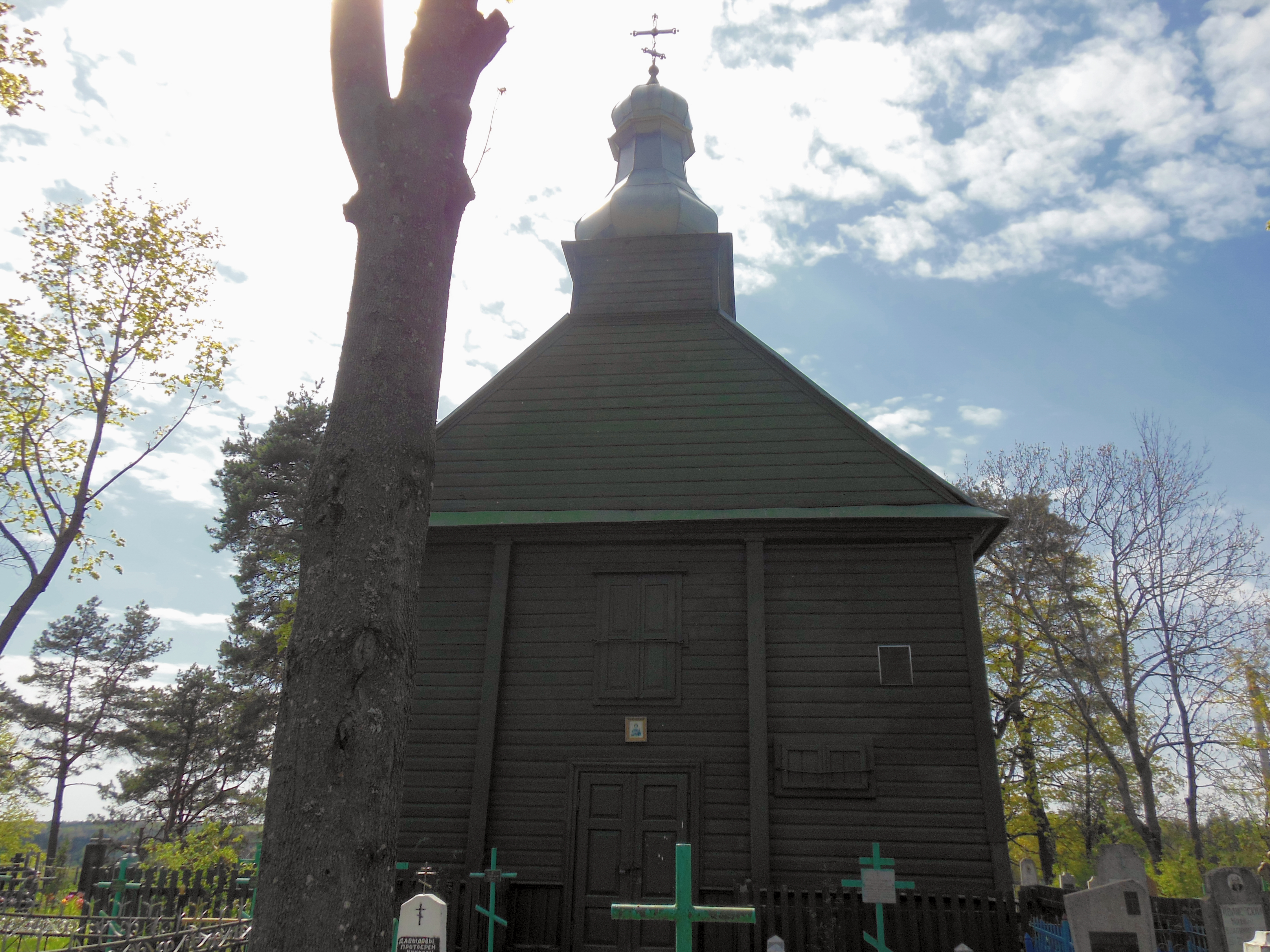
Cerkiew św. Grzegorza
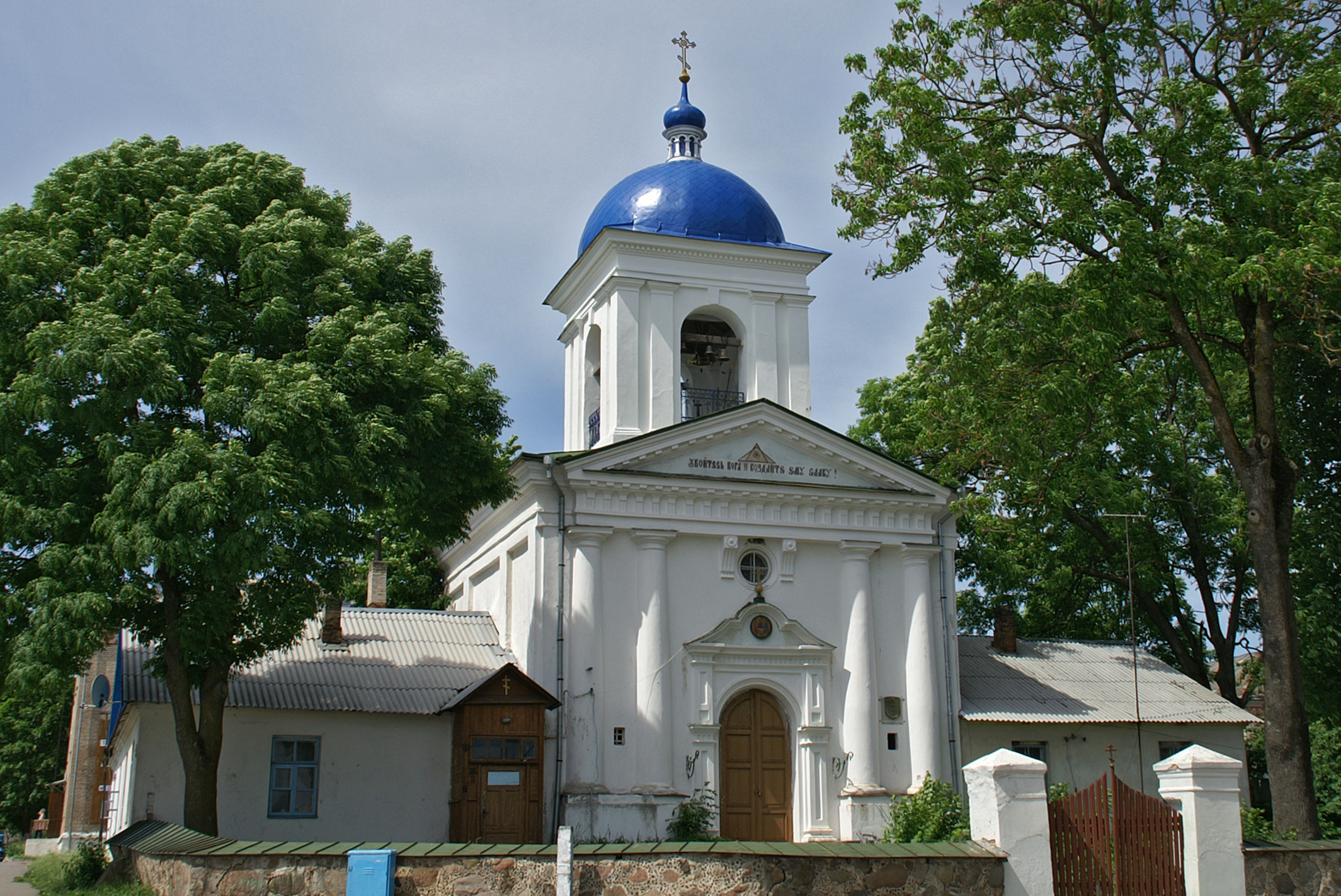
Cerkiew-dzwonnica
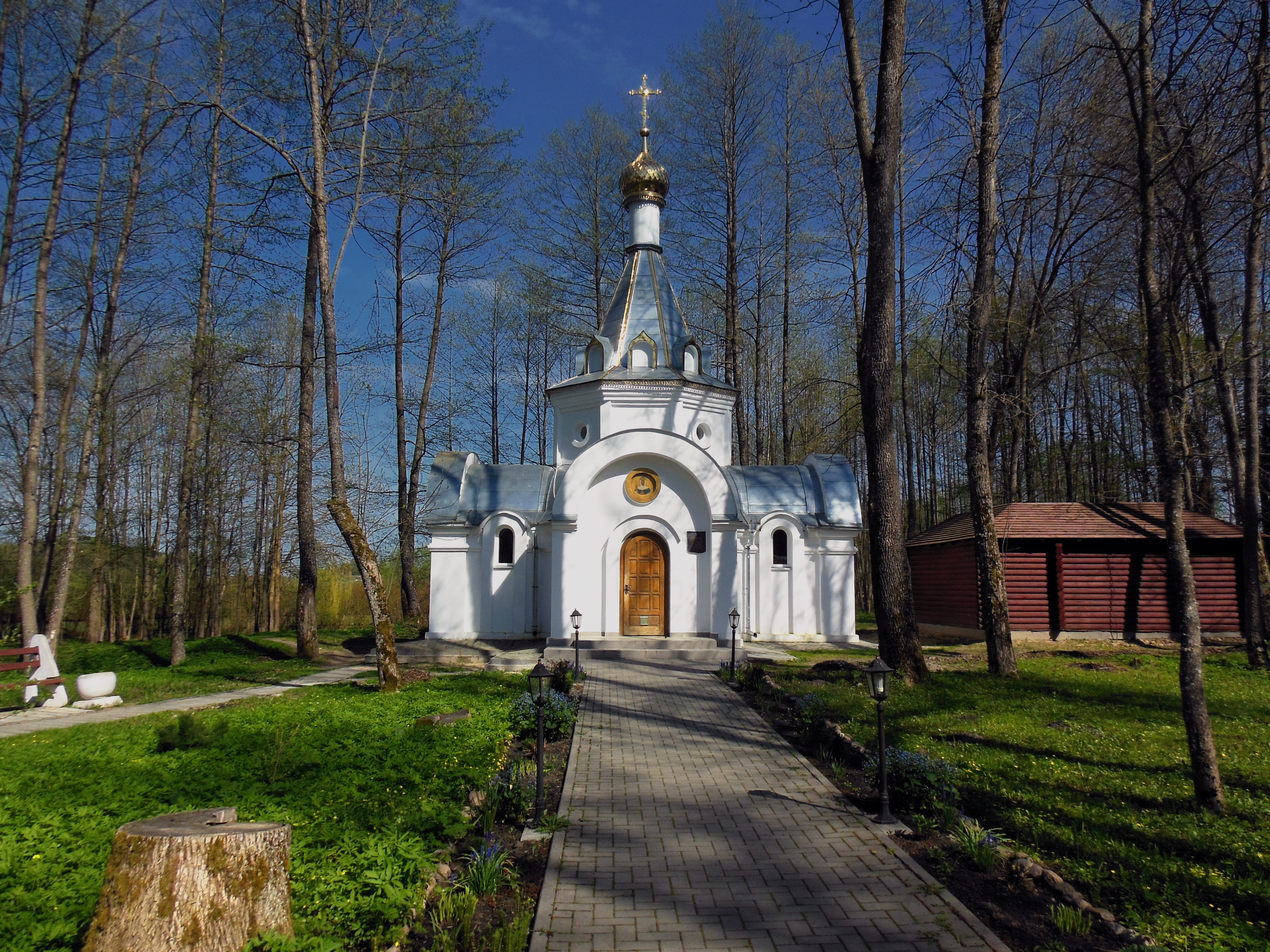
Kaplica i święte źródło